# Not at Home
|  | Denne artikel er oprettet af botten PalnaBot ud fra en ekstern database. Den kan derfor have sproglige fejl eller mangler. Denne skabelon kan fjernes efter kontrol af indholdet. |

Not at Home er en dokumentarfilm instrueret af Katja Adomeit, Shahrbanoo Sadat efter manuskript af Katja Adomeit.

## Handling
En ung, afghansk pige venter på et trøstesløst asylcenter i Tyskland på enten at få asyl, eller at blive hentet om natten og tvunget til lufthavnen. En ung mand sultestrejker i stedets kantine med læberne syet sammen i protest, og en ordløs og platonisk tiltrækning opstår imellem de to. I Kabul besøger vi en familie med en far, hvis ansigt vi aldrig ser, men som fra et hjørne i stuen sidder og kommanderer rundt med sin kone og sine mange døtre, der imidlertid ikke har til sinds at tage imod hans råd og ordrer uden stædigt at give igen. "Not at Home" er et stykke realisme fra et bekymrende øjeblik i landets historie, hvor de internationale tropper er på vej hjem fra Afghanistan og efterlader et folk, om hvem vi egentlig ved ganske lidt, til en uvis skæbne.